# وی۵۰۹ ذات‌الکرسی

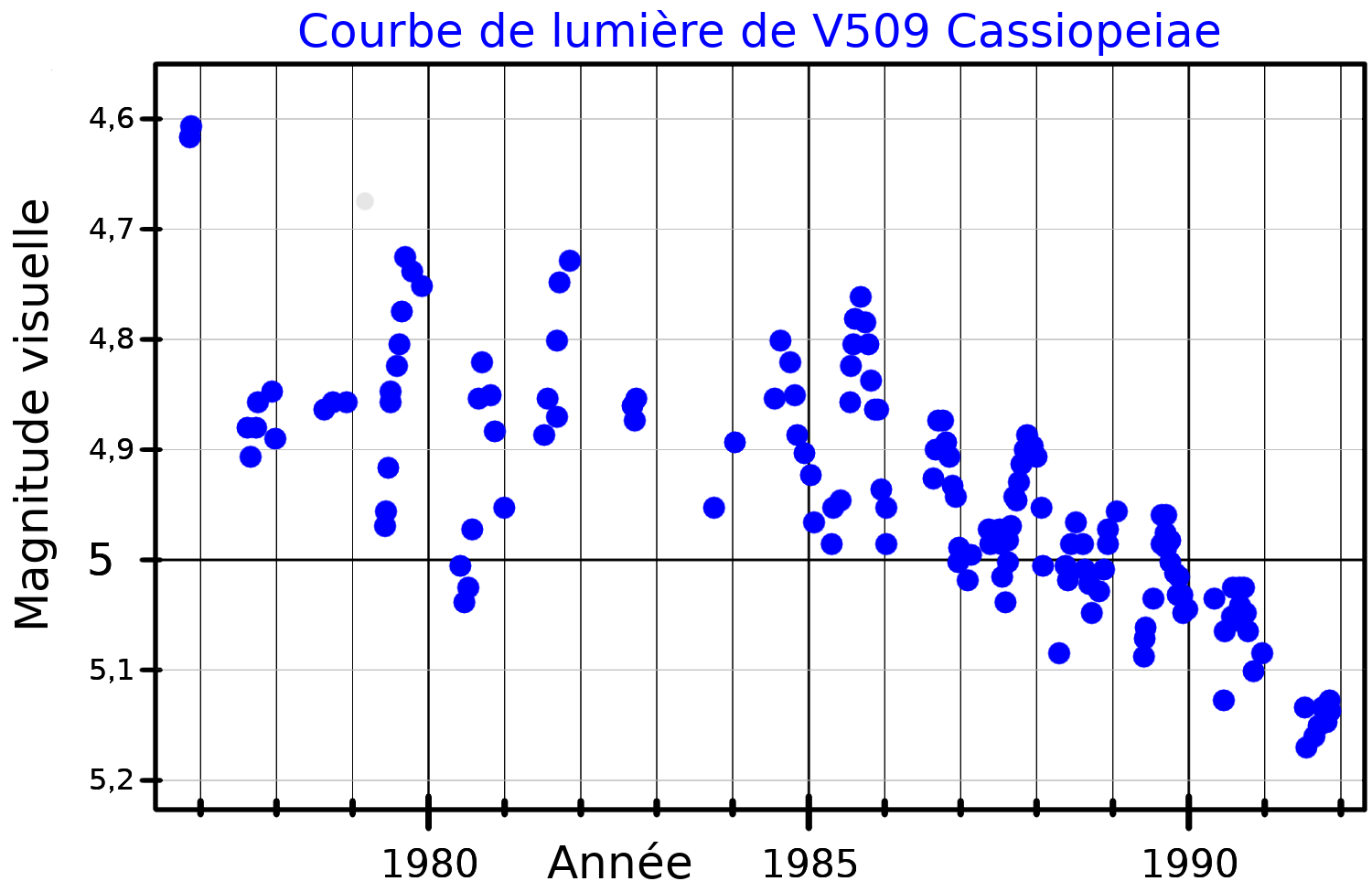
نمایی از داده‌های آماری منحنی نور وی۵۰۹ ذات‌الکرسی (۱۹۷۲)

وی۵۰۹ ذات‌الکرسی (به انگلیسی: V509 Cassiopeiae) یا V509 Cas در یکی از نام‌گذاری‌های ستارگان متغیر ستاره‌ای در صورت فلکی ذات الکرسی است.
وی۵۰۹ ذات الکرسی یک فراغول با ردهٔ طیفی F است.